# 杜玉鳳
杜玉鳳（1972年 - ），香港商人，天行集團主席。

## 簡歷
杜玉鳳本來是九龍真光中學教師，28歲時和男友分手，在沙士時承建村屋發跡，及後涉足美容、室內設計、建築等。

## 捐款記錄

### 人民力量捐款事件
2012年，杜玉鳳被指捐出值十多萬元的紅隧隧道口廣告，及7.5萬元，作為人民力量選舉經費。

### 贊助鍾欣桐演唱會
2011年，杜玉鳳花過百萬元贊助鍾欣桐8月的演唱會。

## 電視節目嘉賓
- 今日VIP － 2011年11月16日

## 公職及理事
- 博愛醫院總理[1]
- 新界總商會常務理事[1]

## 外部連結
- 天行設計
- 天行醫學美容中心